# Fannett
Fannett – jednostka osadnicza w Stanach Zjednoczonych, w stanie Teksas, w hrabstwie Jefferson.